# Siefersheim
Siefersheim település Németországban, Rajna-vidék-Pfalz tartományban. Lakosainak száma 1249 fő (2023. december 31.).

## Népesség
A település népességének változása:
| Lakosok száma | 771  | 1220 | 1224 | 1263 | 1258 | 1249 |
|               | 1975 | 2017 | 2019 | 2021 | 2022 | 2023 |